# 狭山ニュータウン

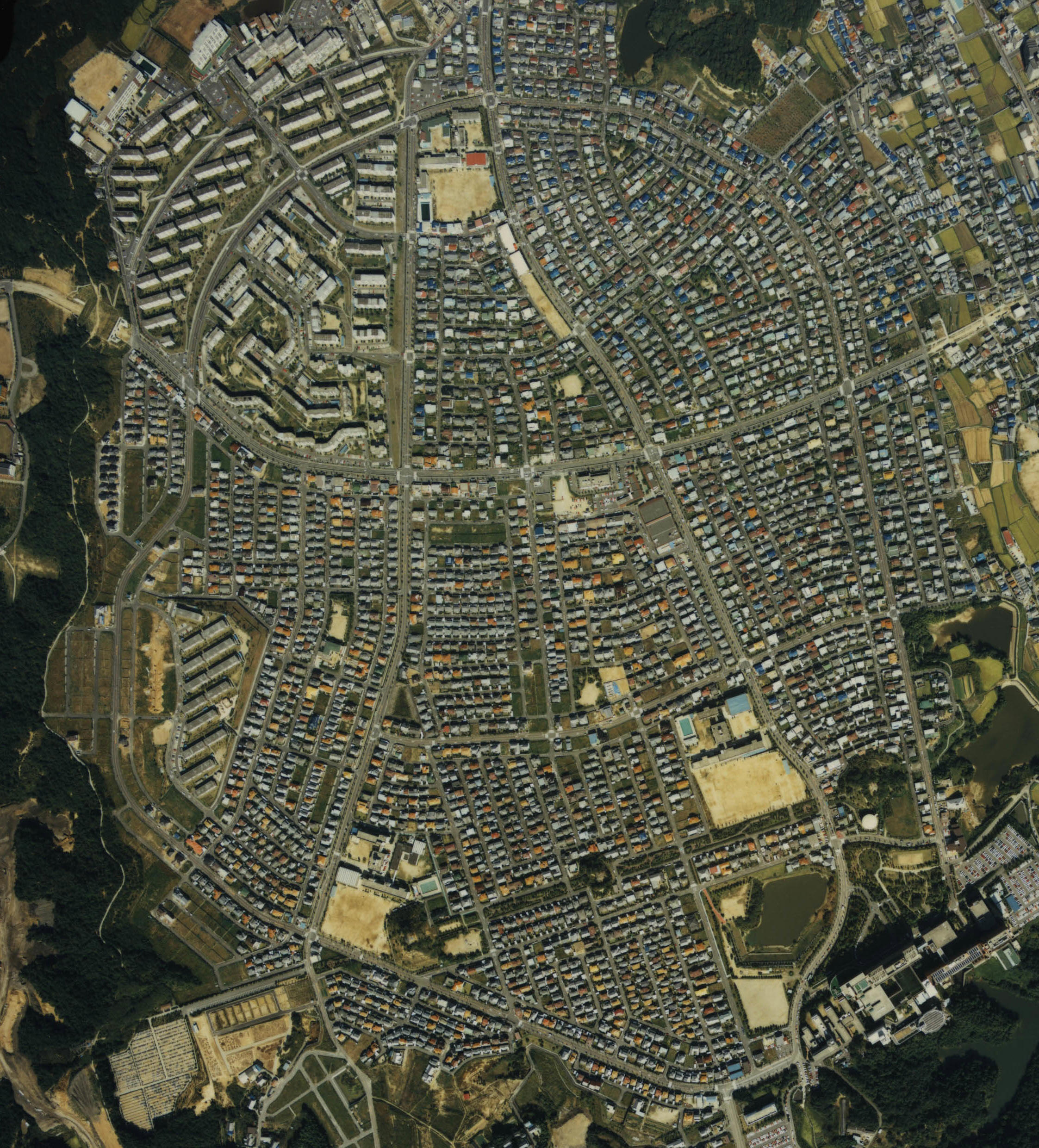
1985年の狭山ニュータウン

狭山ニュータウン（さやまニュータウン）は、大阪府大阪狭山市の南西部にあるニュータウン。陶器山丘陵の東麓に位置し、堺市境となる天野街道を挟んで泉北ニュータウン泉ヶ丘地区に隣接する。

## 概要
南海電気鉄道が主体となって開発したニュータウン。
- 開発面積 - 230ha。
- 計画戸数 - 6,000戸。
- 計画人口 - 24,000人[1]。
- 人口・世帯数 - 7,052世帯、14,491人[2]。（令和4年11月現在）
- 居住区 - 西山台1-6丁目、大野台1-7丁目。

南海バスが南海高野線金剛駅および泉北高速鉄道線泉ケ丘駅と狭山ニュータウンとを結ぶ路線バスを運行しており、交通アクセスは充実している。
当初の計画では宅地面積の広い一戸建てを中心とした街を構想していたこともあり、一戸建住宅が基本だが、西山台4・5丁目の大部分に公営住宅（大阪府営）、西山台6丁目の一部にマンション、大野台6丁目の一部に公団住宅が設置されている。

## 歴史
- 1967年（昭和42年）4月1日 - 南河内郡狭山町（現・大阪狭山市）で狭山ニュータウンの起工式が行われる[4][5]。
- 1969年（昭和44年）6月1日 - 狭山ニュータウンへの入居が開始される[6]。南海電鉄バス（現・南海バス）による金剛駅と狭山ニュータウンを結ぶ路線バスの運行開始[7]。
- 1972年（昭和47年） - 町がニュータウン連絡所を設置[6]。また、消防本部・消防署も設置される。
- 1975年（昭和50年）5月1日 - 近畿大学医学部附属病院が開院する[6][8]。
- 1987年（昭和62年）10月1日 - 狭山町が市制を施行し、大阪狭山市となる。
- 1998年（平成10年） - 市立コミュニティセンターが開館する。
- 2001年（平成13年） - 市内循環バスの運行が開始する。

## ニュータウン内主要施設

### 行政機関
- 大阪狭山市役所ニュータウン連絡所
- 大阪狭山市立コミュニティセンター
- 大阪狭山市消防本部ニュータウン出張所

### 教育機関

#### 大学・専門学校
- 近畿大学医学部・大学院医学研究科
- 近畿大学附属看護専門学校

#### 中学校
- 大阪狭山市立南中学校

#### 小学校
- 大阪狭山市立南第一小学校
- 大阪狭山市立南第二小学校
- 大阪狭山市立南第三小学校

#### 幼稚園・保育園
- 西山台くじら小規模保育園
- 大阪狭山市立こども園
- 大野台こども園

### 医療機関
- 近畿大学医学部附属病院

小規模の診療所がニュータウン内に多数あり

### 商業施設

#### ショッピングセンター　ハーティ
さやまニュータウン第一センター協同組合が管理運営する複合商業施設。主要テナントは以下の通り。
- マツゲン（スーパーマーケット）

その他個人店舗が入居。

#### その他の商業施設
- コノミヤ（スーパーマーケット）
- 関西みらい銀行狭山支店

西山台3丁目（狭山ニュータウン名店街）、大野台2丁目（ファミリーロード商店街）に個人店舗が集まっている区画がある。

## 交通アクセス

### 鉄道路線
南海高野線金剛駅、南海泉北線泉ケ丘駅、南海高野線・近鉄長野線河内長野駅からバス利用となる。

### 路線バス

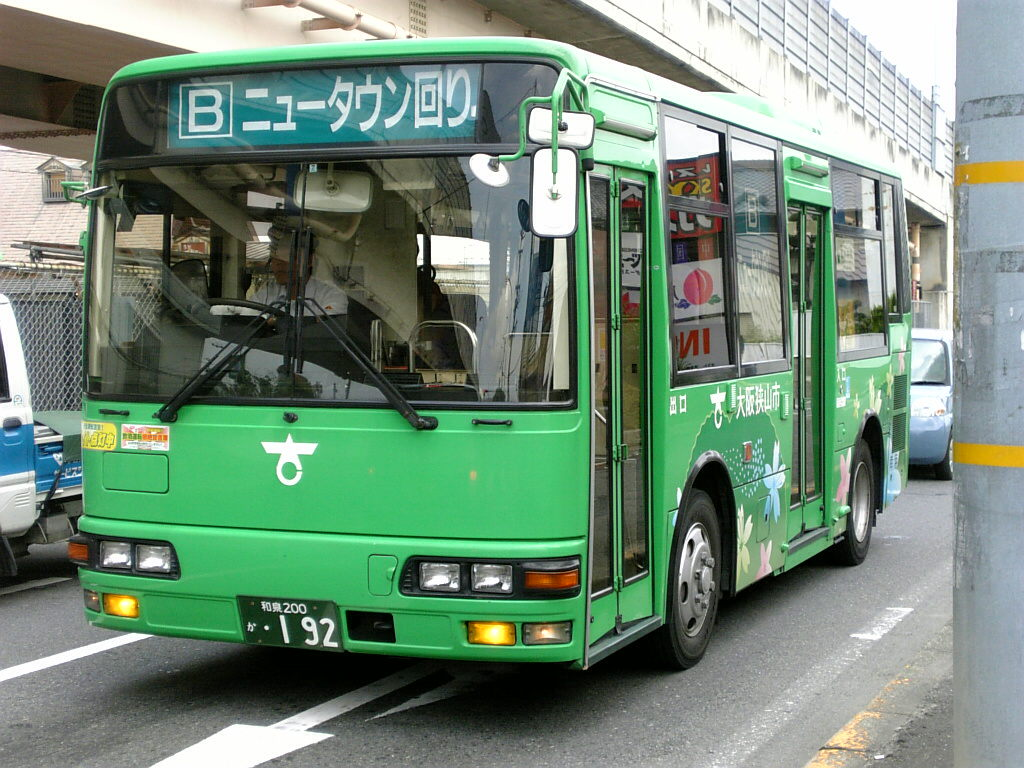
大阪狭山市循環バス

- 南海バス

狭山ニュータウンへは金剛駅、泉ケ丘駅から南海バスによるアクセスが中心となる。金剛駅発着のほうが、平日朝ラッシュ時の本数が多く、平日終発の設定も遅くなっている。
2006年から河内長野駅と泉ケ丘駅を結ぶバスが狭山ニュータウン経由で運行を開始し、狭山ニュータウンへの新たなアクセスができたが、平日・土休日ダイヤとも、昼間時間帯限定の運行である。
- 大阪狭山市循環バス

2001年（平成13年）から、市内各地から、市役所や市内の各種公共施設への、公共交通によるアクセス確保のために、大阪狭山市が南海バスに業務委託する形態で運行されている。毎日8時台～17時台に、1時間あたり1本の運行で（ただし、12/30～1/4は運休）、運賃は大人100円、子供50円である。
南回り、ニュータウン回り、西・北回りの3ルート（全ルートで、右回り：Aコースと、左回り：Bコースの設定あり）があり、このうち、ニュータウン内を経由するのは、南回り、ニュータウン回りの2ルートである。